# Saint-Aignan (Sarthe)
Saint-Aignan é uma comuna francesa na região administrativa do País do Loire, no departamento de Sarthe. Estende-se por uma área de 15.13 km². Em 2010 a comuna tinha 242 habitantes (densidade: 16 hab./km²).